# Gertruda Czarnecka
Gertruda Czarnecka (ur. 19 października 1939 w Grudziądzu, zm. 5 czerwca 2014 tamże) – polska polityk, posłanka na Sejm PRL VIII kadencji.

## Życiorys
Córka Franciszka i Gertrudy. Posiadała wykształcenie podstawowe. Była robotnicą w Grudziądzkich Zakładach Przemysłu Gumowego „Stomil”. W 1961 wstąpiła do Polskiej Zjednoczonej Partii Robotniczej. Była I sekretarzem oddziałowej organizacji partyjnej oraz członkiem Komitetu Miejskiego partii w Grudziądzu. W latach 1980–1985 pełniła mandat posłanki na Sejm PRL VIII kadencji w okręgu Toruń, zasiadając w Komisji Administracji, Gospodarki Terenowej i Ochrony Środowiska, Komisji Oświaty i Wychowania, Komisji Oświaty, Wychowania, Nauki i Postępu Technicznego oraz w Komisji Administracji, Gospodarki Przestrzennej i Ochrony Środowiska.
Pochowana na cmentarzu parafialnym w Grudziądzu.